# 阿文图拉 (佛罗里达州)
阿文图拉（英語：Aventura）是美国佛罗里达州邁阿密-戴德縣东北部的一座规划型郊区城市，距离迈阿密市中心约24公里，属于邁阿密都會區的一部分，市域面积约为9.1平方公里（约合3.5平方英里）。根据2020年美国人口普查数据，该市居民约为40,242人。这座城市以其多元文化著称，居民中包括来自拉丁美洲、俄罗斯、以色列和巴西等地的移民，形成了独特的国际化社区氛围，并逐渐发展成为以高端住宅区闻名的都市。阿文图拉购物中心是这座城市最知名的地标之一，也是全美零售面积第三大的购物中心，这里汇集了众多奢侈品牌、大众零售商、高端餐饮和娱乐设施，吸引了大量本地居民和游客。除了购物中心，阿文图拉还以其豪华的高层公寓、高尔夫球场和海滨住宅著称，许多沿着佛罗里达沿海水道建造的物业还享有一流水景。
阿文图拉的发展始于1970年代，当时这片土地还是一片未开发的沼泽地。投资者唐纳德·索弗和爱德华·J·刘易斯看中了这里的潜力，并着手将其打造为一个高端城市中心。首个重要项目——特恩贝里岛（Turnberry Isle）高尔夫度假村于1977年建成，随后一批高层公寓陆续拔地而起，吸引了富裕阶层在此定居。阿文图拉仍然是一个规划中的住宅社区，直到1995年阿文图拉才正式建制设市，成为迈阿密-戴德县最年轻的城市之一。